# Borbeck (Wiefelstede)
Borbeck ist ein Ortsteil der Gemeinde Wiefelstede im Landkreis Ammerland in Niedersachsen.

## Geographie und Verkehrsanbindung
Die Bauerschaft, die neben Borbeck auch noch Borbeckerfeld umfasst, liegt etwa 6 km südlich von Wiefelstede. Die  L 824 durchquert den Ort und bietet so eine gute Anbindung nach Wiefelstede und auch in die Stadt Oldenburg. Borbeck wird täglich durch den Weser-Ems-Bus 330 von Wiefelstede nach Oldenburg bedient.

## Geschichte
Borbeck wird urkundlich erstmals 1124 als Borbeke erwähnt. Durch den Ort führte die Friesische Heerstraße von Oldenburg in die Friesische Wehde. 1634 wohnten in Borbeck 10 Hausleute und 7 Köter.